# Traité du fleuve Columbia

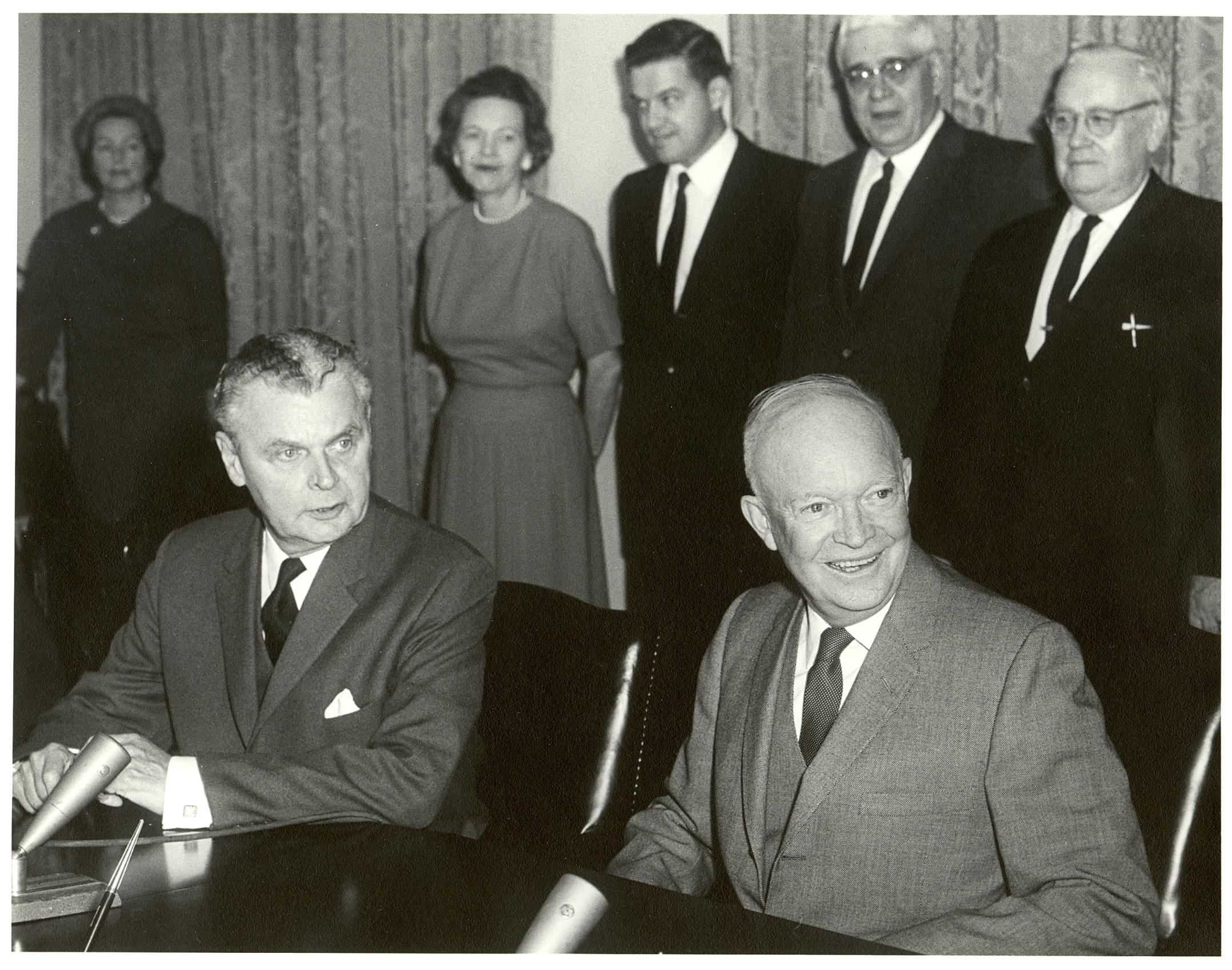
John Diefenbaker et Dwight Eisenhower à la signature du traité du fleuve Columbia (Janvier 1961)

Le Traité du fleuve Columbia est un traité entre le Canada et les États-Unis sur le développement et l'exploitation des barrages dans le bassin versant supérieur du fleuve Columbia.
Dans ce traité, le Canada s'engage à construire trois barrages — qui seront le barrage Mica, le barrage Duncan et le barrage Keenleyside (ex-barrage Arrows) — en Colombie-Britannique où coule le fleuve pour prévenir les crues et maximiser la production d'énergie hydroélectrique pour les États-Unis. Dans l'autre sens, les États-Unis s'engagent à payer une partie importante des investissements et à retourner la moitié de l'énergie produite dans ce cadre.
Signé le 17 janvier 1961 après quinze ans d'études, il est mis en pratique trois ans plus tard, en 1964. Ce délai entre la signature et l'application est lié à une controverse sur la compétence entre la province de Colombie-Britannique et l'État fédéral canadien pour valider ce traité.